# Giampaolo Urlando
Giampaolo Urlando (né le 7 janvier 1945 à Padoue) est un athlète italien lanceur de marteau.
Il a remporté 10 titres de champion d'Italie entre 1967 et 1983.
Il a participé aux Jeux olympiques d'été de 1976, de 1980 et de 1984. Il a été disqualifié lors de ces derniers jeux pour dopage à la testostérone.